# Дуран Бёгер, Лусиано
Лусиано Дуран Бёгер (исп. Luciano Durán Böger; 12 ноября 1904, Санта-Ана — 18 октября 1996, Ла-Пас) — боливийский поэт, писатель

 и политик.
Поэт и прозаик, автор различных литературных приложений к боливийским газетам. Его творческая, политическая и журналистская деятельность позволила ему читать лекции в разных странах, таких как Эквадор, Перу, Чили и Аргентина. Дуран Бёгер также был художником-самоучкой. Выставлял свои работы в Ла-Пасе и Потоси (1968 и 1980).

## Биография
Сын Лусиано Дуран Переса и Авроры Бёгер Риверо, родился в Санта-Ане, столице провинции Якума департамента Бени.
Дуран Бёгер был представителем студентов Высшего университета Сан-Андрес в Ла-Пасе и лидером университетской молодёжи, учредителем и секретарём организации первой Конфедерации профсоюзов боливийских трудящихся (Confederación Sindical de Trabajadores de Bolivia, CSTB) и Рабочей партии Боливии (Partido Obrero, PO) в 1937 году. Затем выступил одним из основателей и видных активистов Коммунистической партии Боливии и АПРА в Перу. Он также стоял у истоков Культурного центра Моксос в 1938 году.
В бытность студенческим лидером Дуран Бёгер был заключен в тюрьму правительством Боливии в период с 1932 по 1935 год из-за своей публичной критики войны в Чако. Его антивоенная позиция стоила ему также исключения из университетского совета и боливийской университетской системы вообще.
Из-за своей левой политической идеологии он был изгнан из Боливии и скитался в политической эмиграции, живя в Перу, Чили, Швейцарии, Франции и Испании.
В 1973 году, находясь в Чили, Дуран Бегер был арестован после государственного переворота, свергнувшего правительство Сальвадора Альенде, и попал в число политических заключённых, которых содержали на национальном стадионе Чили в Сантьяго. 
Когда 9 октября 1973 года задержанных боливийцев передавали на родину, он попросил бумаги для написания прощального стихотворения, однако её не нашлось, зато другой заключённый — чилийский писатель, поэт и юрист Сантьяго Кавьерес — достал свой носовой платок, на котором Дуран Бёгер и набросал свои строчки. Платок подписали 80 его «сокамерников» и ныне он экспонируется в Музее памяти и прав человек, а сама эта история стала основой для документального фильма Хавьера Бертина Марделя